# Galactia douradensis
Galactia douradensis är en ärtväxtart som beskrevs av Paul Hermann Wilhelm Taubert. Galactia douradensis ingår i släktet Galactia och familjen ärtväxter. Inga underarter finns listade i Catalogue of Life.